# Yo Fresh
Cristóbal Molina de la Villa, también conocido como Yo Fresh, es un MC y productor de hip hop español.

## Biografía
Yo fresh comienza a mediados 80 bailando break dance, en los barrio de Madrid como Azca, parque del retiro, fomentando así la danza Bboying en  la cultura Hip-hop. A partir de 1988 comienza a grabar maquetas de Rap como MC y en 1990 forma parte del grupo "Masters of disaster", formado por TSAM , DJduke y el propio Yo Fresh.  Este grupo quedó tercero en el concurso de música Villa de Madrid 1990 en la categoría de rap. Tras la separación del grupo y dos maquetas entre 1990 y 1993, continúa su trabajo como MC en solitario y comienza su carrera como productor y compositor de sus propias instrumentales donde se caracteriza por un estilo peculiar en el que se mezcla el Hip-hop y el ragga.
En 1994 edita una edición limitada de maquetas en cintas de casete con el nombre de "Ten Valor". Continúa su carrera con otra maqueta titulada "Hay que saber esperar" entre 1994 y 1996 con más de 20 temas. Es en 1996 cuando el productor Cesar Salar le invita a participar y colaborar en dos temas del grupo Clack, donde Yo Fresh colabora como MC en los temas "Tormentas de Verano" y "Ecológica". Esta es su primera edición profesional (con la discográfica Fonomusic). Ese mismo año también graba el tema "La morena" en 1996 con Fonomusic, Deejay records y Max Music que llegó a incluirse el disco "Caribe mix".
Poco después, comienza su camino de forma autónomo donde forma su propia discográfica Kely..s records de manera totalmente independiente. Con este sello, en 1998, editó su primer disco en solitario titulado "Siempre estará". En 2001 publicó el disco "Se sale", en 2003 "Sigue caminando" y en 2005 "Todos tenemos una estrella".
Durante este tiempo, ha organizado conciertos en España, Francia o incluso Estados Unidos. También ha colaborado en discos y maquetas de varios artistas, además de producir y grabar a nuevos MCs. Ha realizado también talleres de Hip-hop por los barrios del sur de Madrid como Villaverde o San Cristóbal de los Ángeles.

## Curiosidades
- El nombre de Yo fresh se formó cuando bailaba breakdance. Por aquel entonces, los breakers americanos en España, le decían "fresh" (de fresco) y él añadió posteriormente el "Yo" para conferirle un carácter más Español.

- También Yo Fresh , trabaja de actor  y modelo realizando campañas internacionales ,como protagonista llega a ganar con el spot de Ray-Ban "Thill the end" el Leon de Plata del Festival de Cam (1997)Spot Thill the End Ray-ban
- Actor y modelo  reconocido  , con campañas internaciones, series de TV, películas, desfiles.
- Portada de Revista 1Pusion Masculin (Francia 2015)

- Portada de  Revista Hom Mazacine ( España 2016)

## Discografía
- Master of Disaster (Maqueta) (1990)
- Ten valor (Maqueta) (1993)
- La morena (Maxi) (FonoMusic / Deejay Records, 1996)
- Siempre estará (LP) (Kely..s Records, 1998)
- Se sale (CD Álbum) (Kely..s Records, 2001)
- Sigue caminando (CD Álbum) (Kely..s Records, 2003)
- Todos tenemos una estrella (CD Álbum) (Kely..s Records, 2005)

## Colaboraciones
- Clack "Tormentas de verano" (1996)
- Clack "Ecología" (1996)
- Varios Artistas "La morena" (1996)
- Varios Artistas Lo mejor del merengue house "La morena" (1997)
- MC Maestros "Amenaza" (2001)
- Brnk "De puta madre" (2003)
- Sektor zentral "A punto de estallar" (2003)
- Varios Artistas Hip Hop Solo en Español 3"Mira que llega.." (2004)
- La meka 55 "...y yo feliz" (2004)
- Varios artistas Un año de reflexión "Grito" (2005)
- Varios artistas "The best latin music Hiphop" (2005)
- King der Riddimzone"La larila" (2006)
- CD Hip hop Nation N68 "Peligro" (2006)
- Derramidea /varios artistas  "Fogaton" (2008)
- La familia Vol 3 /Lating thug Records  "South Gate(Yo Fresh Feat Mellow Man Ace)" (2009)

- Yo fresh Feat Cappuccino (Raper Alemán) "Rock it libre" (2022) kelys Records
- Yo fresh "Vuelo Magico 22222" (2022) kelys Records